# Louis-Robert Carrier-Belleuse
Louis-Robert Carrier-Belleuse (nació el 4 de julio de 1848 en París y falleció el 14 de junio de 1913 en la misma ciudad) fue un pintor y escultor francés hijo y alumno de Albert-Ernest Carrier-Belleuse.

## Datos biográficos
Hermano del pintor Pierre Carrier-Belleuse e hijo de Albert-Ernest Carrier-Belleuse del que fue alumno.
En la escuela de Bellas Artes fue alumno de Gustave Boulanger y de Alexandre Cabanel.
Premio del Salón de París de 1881 como pintor y en el Salón de 1889 como escultor.
Hacía los diseños de la Faïencerie (compañía de loza) de Choisy-le-Roi de la que fue director artístico. 
Está enterrado en el Cementerio Saint-Vincent de Montmartre.

## Obras
- Une équipe de bitumiers, 1883.
- Porteurs de farine, 1885.
- La corvée.
- Les Petits Ramoneurs.
- Une Petite Curieuse.
- Marchand de Journaux.
- Projet pour une coupe d'orfèvrerie.
- Tumba del presidente Justo Rufino Barrios de Guatemala en 1892.
- Monumento Nacional de Costa Rica,[2] 1891.
- Busto del Marqués de Peralta, en el Cementerio General de San José de Costa Rica.

## Galería

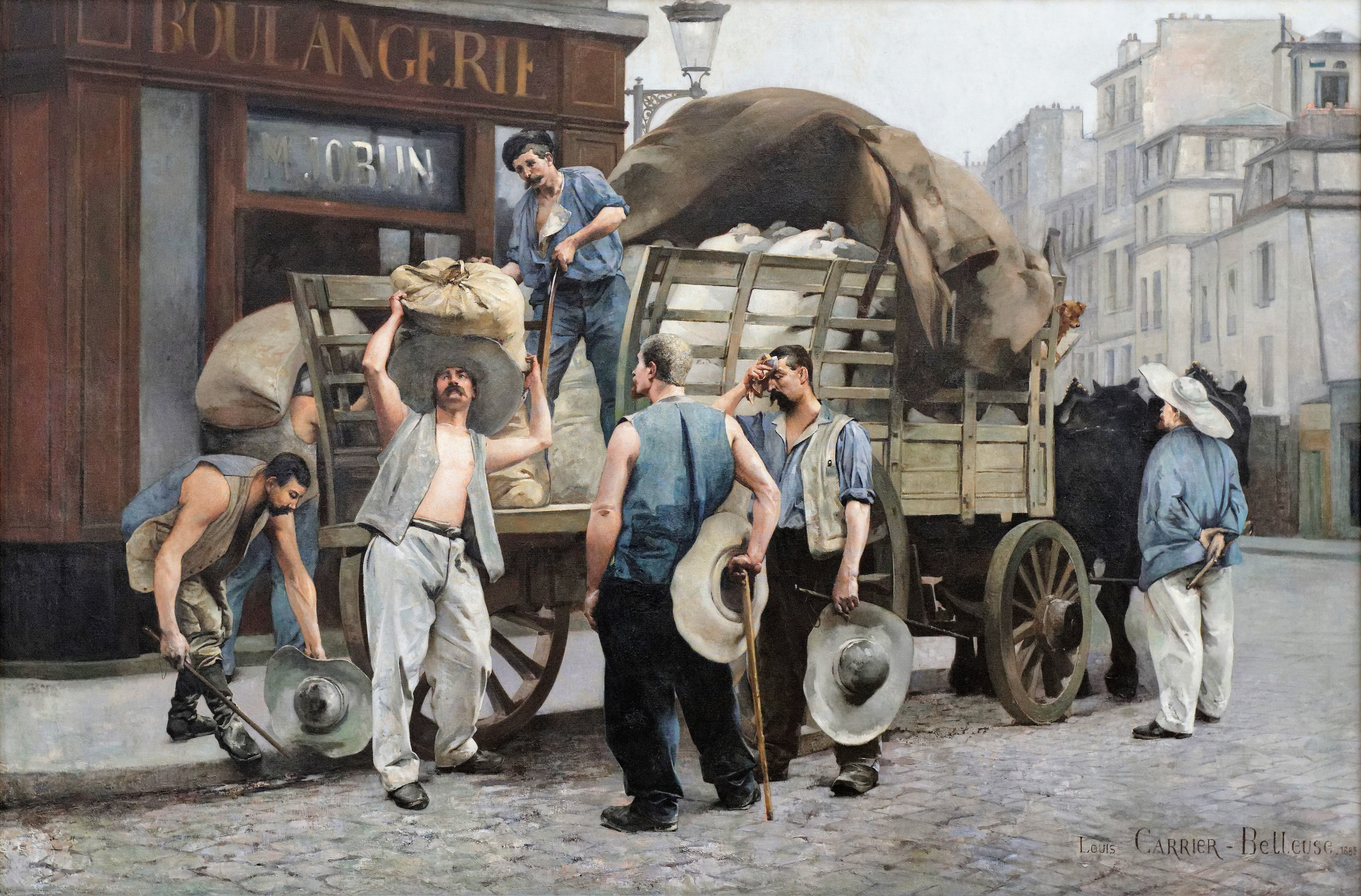
Porteurs de farine (1885), Museo del Petit Palais
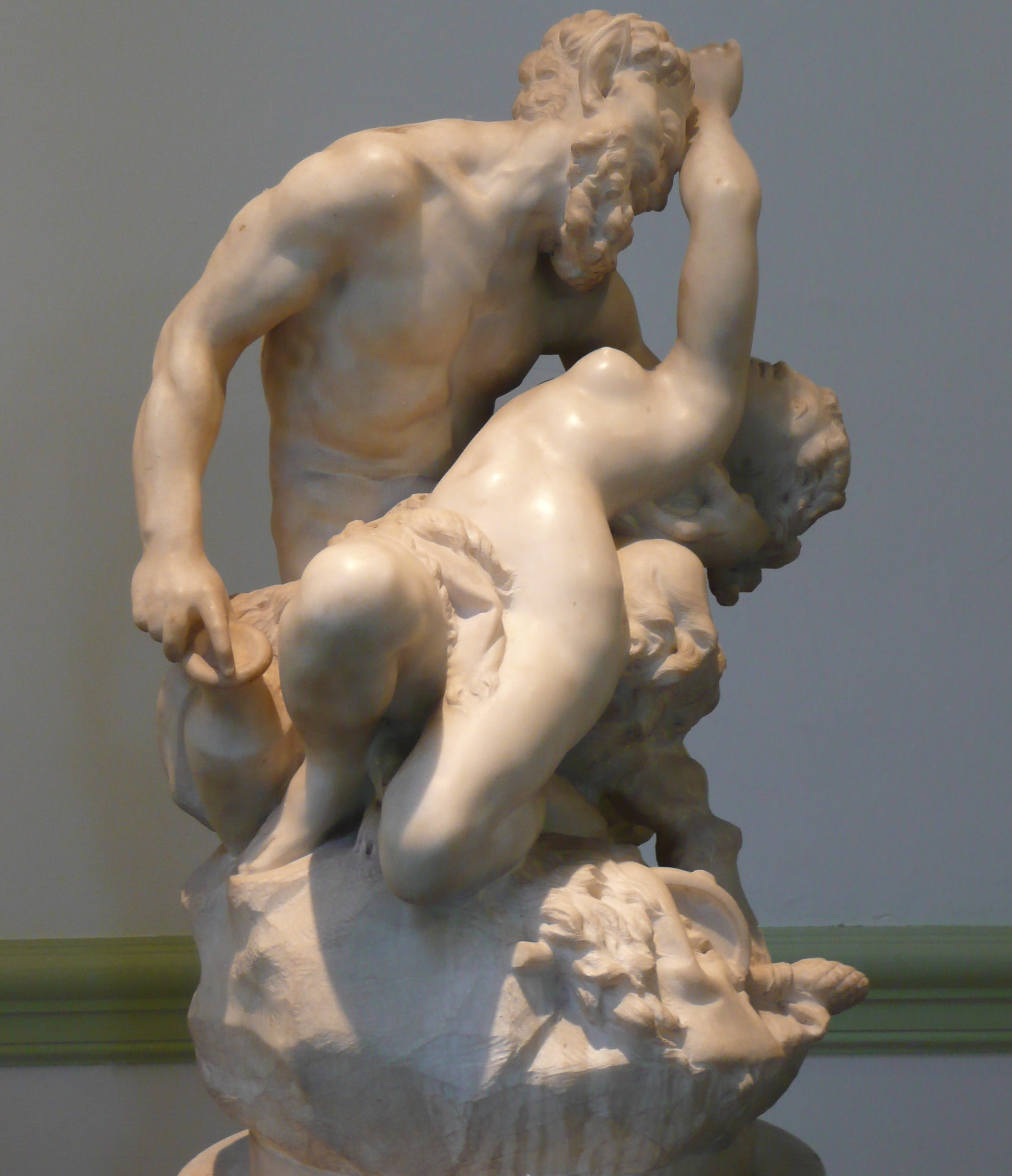
Una ninfa y un sátiro, Museo Jules Chéret des Beaux-Arts de Nice
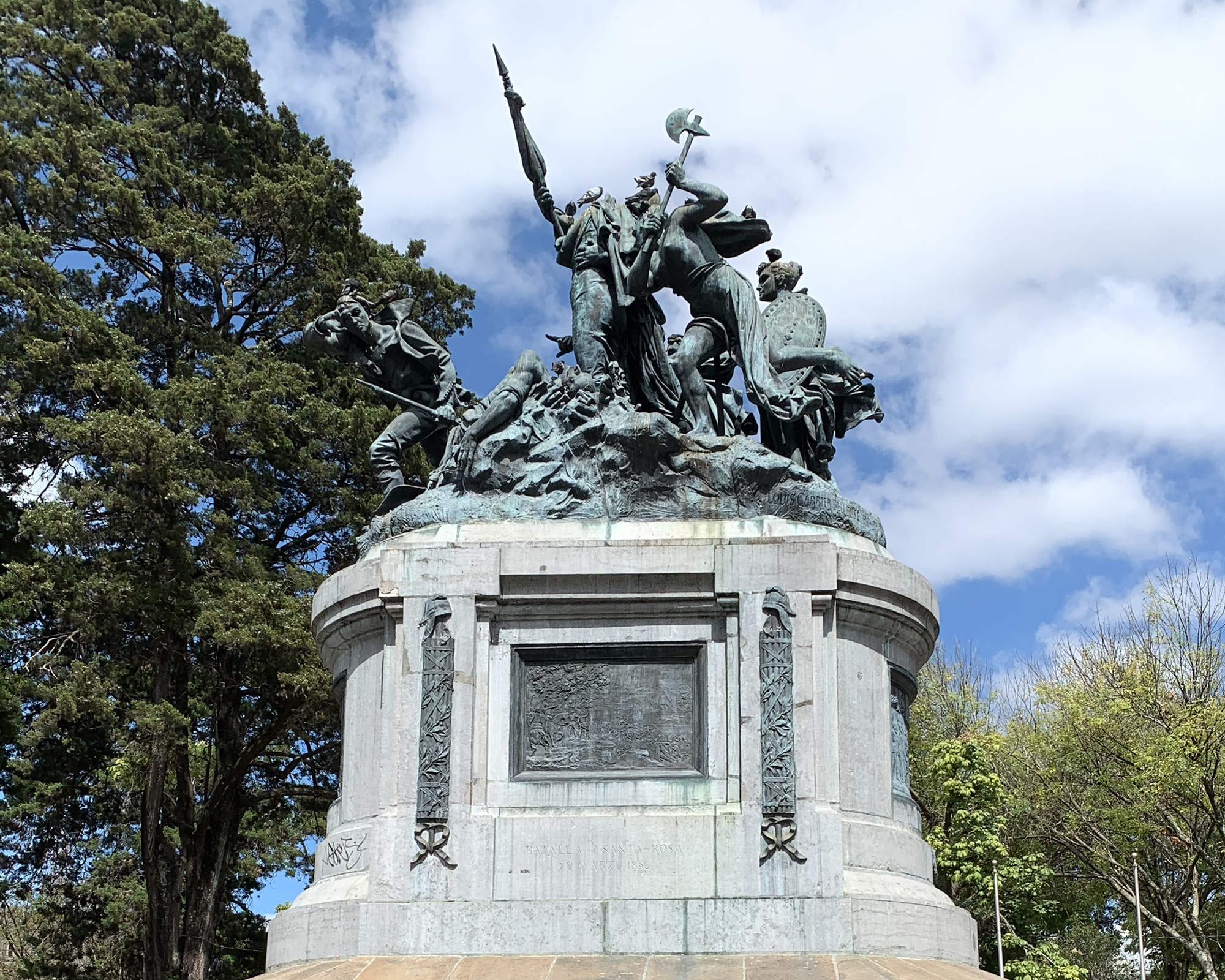
Monumento Nacional de Costa Rica (1891), San José